# Municipio de Squaw
El municipio de Squaw (en inglés: Squaw Township) es un municipio ubicado en el condado de Warren en el estado estadounidense de Iowa. En el año 2010 tenía una población de 672 habitantes y una densidad poblacional de 7,16 personas por km².

## Geografía
El municipio de Squaw se encuentra ubicado en las coordenadas 41°12′4″N 93°36′44″O / 41.20111, -93.61222. Según la Oficina del Censo de los Estados Unidos, el municipio tiene una superficie total de 93.9 km², de la cual 93,5 km² corresponden a tierra firme y (0,42 %) 0,4 km² es agua.

## Demografía
Según el censo de 2010, había 672 personas residiendo en el municipio de Squaw. La densidad de población era de 7,16 hab./km². De los 672 habitantes, el municipio de Squaw estaba compuesto por el 98,36 % blancos, el 0,15 % eran afroamericanos, el 0,3 % eran asiáticos y el 1,19 % eran de una mezcla de razas. Del total de la población el 0,89 % eran hispanos o latinos de cualquier raza.